# Burg Plettenberg
Die Burg Plettenberg, auch Plaikten genannt, ist eine abgegangene hochmittelalterliche Spornburg am südlichen Ende des Plettenberges westlich der Gemeinde Hausen am Tann im Zollernalbkreis in Baden-Württemberg. Von der früheren Burg haben sich nur zwei Wallgräben erhalten. Möglicherweise wurde sie vom eigenen Burgherren zerstört.

## Geschichte
Der genaue Zeitpunkt der Errichtung der Burganlage ist nicht bekannt, durch Auswertung von keramischen Oberflächenfunden durch Christoph Bizer ist die Existenz der Burg in der zweiten Hälfte des 12. Jahrhunderts nachgewiesen. Zwischen 1228 und 1314 wurde der Ortsadel von Dotternhausen genannt, sie sind als Eberhard, Werner und Dietrich erwähnt. Ihr Adelssitz war die Burg auf dem Plettenberg, in einem Urbar der Herren von Stotzingen heißt es: [laut] uralten brieflichen documenten ... die bürg der herrschaft nicht in dem dorff zu Dotternhausen herunden, sondern auf dem darbey gelegenen Berg gestanden ist. Die Burg wurde vöste Plettenberg genannt. Die Herren von Dotternhausen waren Ministeriale der Grafen von Urach.
Die Zerstörung der Burg erfolgte vermutlich 1309 im Zuge des folgenden Reichskrieges, in dem König Heinrich VII. gegen den württembergischen Grafen Eberhard I. kämpfte. Möglicherweise wurde sie durch einen württembergischen Burgmann in Befürchtung einer Belagerung selbst abgebrochen, in einer etwa 300 Jahre später erstellten Urkunde heißt es: selbige [Burg] auf den grundt zerschleiffen lassen, damit khein thail nuzen hätte. Sie könnte allerdings ebenso durch Kriegshandlungen zerstört worden sein.
Im Jahr 1314 ist wieder von einem Werner von Dotternhausen die Rede, er war wohl ein Ministeriale der Grafen von Hohenberg.
Zur etwa gleichen Zeit wurden den Rittern Wilhelm von Tieringen und Ludwig von Landau von Herzog Friedrich von Österreich das Recht erstattet, auf dem Plettenberg eine Burg zu errichten. Ob die Burg daraufhin auch wieder neu errichtet wurde, oder weiter verfallen ist, ist nicht bekannt.
Vor dem Jahr 1580, wahrscheinlich 1527, wurde im Ort Dotternhausen das Schloss Dotternhausen für das jenige, so auf dem Berg gestandene errichtet.
Auf dem Plettenberg befand sich das noch 1601 erwähnte Hofgut Plaikten, vermutlich war dies der ehemalige Wirtschaftshof der Burg. Der Plettenberg wurde früher Plaikten genannt. Der äußere Wallgraben der mittelalterlichen Burgstelle wurde bereits mehrfach als Rest einer vorgeschichtlichen Befestigungsanlage angesehen, dazu würden Keramiklesefunde der Bronze- oder Eisenzeit passen. An der nördlichen Spitze des Plettenberges, im Bereich des Fernmeldeturmes, befinden sich die nur noch schwach erkenntlichen Reste einer vorgeschichtlichen Befestigungsanlage.
Später kam die Burg in den Besitz der Gemeinde Dotternhausen.

## Beschreibung
Die Burgstelle befindet sich in 986,6 m ü. NN Höhe auf einem nach Südsüdosten gerichteten, spitz zulaufenden Spornausläufer des Plettenberges. Dieser Sporn weist eine etwa dreieckige Form auf und wird auf seiner Westseite von einer Felsterrasse begleitet. Die Ostseite sowie die Spornspitze fallen steil in die Umgebung ab. Der befestigte Bereich war rund 70 Meter lang und maximal 45 Meter breit.
Die zweiteilige Burganlage wurde vom Vorgelände durch einen 45 Meter langen, geradlinig zwischen den beiden Hangkanten verlaufenden Graben mit Innenwall abgeriegelt. An der Ostseite ist der Graben etwa zu einem Drittel seiner Länge rezent verebnet, der Innenwall verläuft noch etwas weiter, endet aber ebenfalls einige Meter vor der Hangkante. Der so gesicherte Bereich der Vorburg ist rund 30 Meter lang.
Der Vorburgbereich wird durch einen breiten Graben von der Kernburg getrennt. Auch dieser Graben verläuft geradlinig zwischen den Hangkanten der Spornspitze. Dieser Abschnittsgraben ist in seinem Westteil noch bis zu 2,50 Meter tief erhalten, an seiner Ostseite ist ein Abraumhügel zu erkennen. Der Graben wird zur Vorburg sowie zu Kernburg hin noch partiell von Wällen begleitet, an der Seite zur Kernburg stecken in diesem Wall noch Mörtel- und Mauerreste. Die Fläche der Kernburg misst am Abschnittsgraben 35 bis 40 Meter und ist bis zur Spornspitze 42 Meter lang. Weitere Bebauungsreste sind nicht mehr vorhanden, im Kernburgbereich ist noch eine Mulde erkenntlich.